# Yoshifumi Fujimori
Yoshifumi Fujimori (藤森 良文, Fujimori Yoshifumi, né le 9 mars 1958) est un athlète japonais, spécialiste du 110 mètres haies.

## Biographie
Deuxième des Jeux asiatiques de 1978, il remporte la médaille d'or du 110 m haies lors des championnats d'Asie 1979 et 1981, à Tokyo. En 1982, il remporte le titre des Jeux asiatiques.

### Palmarès
| Date | Compétition         | Lieu      | Résultat | Performance |
| ---- | ------------------- | --------- | -------- | ----------- |
| 1978 | Jeux asiatiques     | Bangkok   | 2e       | 14 s 33     |
| 1979 | Championnats d'Asie | Tokyo     | 1er      | 14 s 29     |
| 1981 | Championnats d'Asie | Tokyo     | 1er      | 14 s 22     |
| 1982 | Jeux asiatiques     | New Delhi | 1er      | 14 s 09     |

### Records
| Épreuve     | Performance  | Lieu  | Date        |
| ----------- | ------------ | ----- | ----------- |
| 110 m haies | 14 s 06 (AR) | Tokyo | 14 mai 1978 |